# كونيهيرو شيباساكي
كونيهيرو شيباساكي (باليابانية: 柴崎 邦博) (1 أبريل 1985 في طوكيو في اليابان – )؛ هو لاعب كرة قدم ياباني سابق كان يلعب كحارس مرمى.

## وصلات خارجية
- كونيهيرو شيباساكي على موقع رابطة كرة القدم اليابانية للمحترفين (اليابانية)
- كونيهيرو شيباساكي على موقع قاعدة بيانات كرة القدم.إي يو (الإنجليزية)
- كونيهيرو شيباساكي على موقع Soccerway.com (الإنجليزية)
- كونيهيرو شيباساكي على موقع عالم كرة القدم.نت (الإنجليزية)